# إد لينون
إد لينون (بالإنجليزية: Ed Lennon)‏ هو لاعب كرة قاعدة أمريكي، ولد في 17 أغسطس 1897 في فيلادلفيا في الولايات المتحدة، وتوفي بنفس المكان في 13 سبتمبر 1947.

## وصلات خارجية
- إد لينون على موقعبيزبول رفرنس.كوم (الدوري الرئيسي) (الإنجليزية)